# Kidulthood
Kidulthood è un film del 2006 diretto da Menhaj Huda.

## Trama
Un istituto comprensivo del West London è scosso dal suicidio di una ragazza di 15 anni, vittima di bullismo. Poiché la scuola è chiusa per un giorno, dei gruppi di compagni di classe della studentessa si riversano nelle strade della città con la tensione addosso per l'accaduto che lentamente sfocia in violenza.